# دوغلاس راي (منتج أفلام)
دوغلاس راي (بالإنجليزية: Douglas Rae)‏ هو منتج تلفزيوني ومنتج أفلام بريطاني، ولد في 22 يونيو 1947 في إدنبرة في المملكة المتحدة.

## وصلات خارجية
- دوغلاس راي على موقع IMDb (الإنجليزية)
- دوغلاس راي على موقع قاعدة بيانات الفيلم (الإنجليزية)